# Limnephilus abstrusus
Limnephilus abstrusus är en nattsländeart som beskrevs av Mclachlan 1872. Limnephilus abstrusus ingår i släktet Limnephilus och familjen husmasknattsländor. Inga underarter finns listade i Catalogue of Life.